# Јонска школа (филозофија)
Јонска школа предсократске филозофије односи се на старогрчке филозофе, или школу мишљења, у Јонији у 6. веку пре нове ере, прву у западној традицији.
Јонска школа је укључивала мислиоце као што су Талес, Анаксимандар, Анаксимен, Хераклит, Анаксагора и Архелај. Ова класификација се може пратити до доксографа Сотиона. Доксограф Диоген Лаертије дели предсократовску филозофију на јонску и италијанску школу. Колективни афинитет Јонаца први је признао Аристотел који их је назвао физиологима (φυσιολογοι), или природним филозофима. Понекад се називају космолозима, јер су проучавали звезде и математику, давали космогоније и углавном су били физикалисти који су покушавали да објасне природу материје.
Прва три филозофа (Талес, Анаксимандар и Анаксимен) били су са средиштем у трговачком граду Милету на реци Меандер и заједнички се називају Милесијска школа. Покушали су да објасне природу проналажењем њеног фундаменталног елемента названог архе. Учили су да иако материја може да се мења из једног облика у други, сва материја има нешто заједничко што се не мења. Аристотел их је тако окарактерисао као материјалне монисте. Такође су веровали да живот прожима све у космосу, односно били су хилозоисти. Милежани се нису слагали око тога шта све ствари имају заједничко, и изгледало је да нису експериментисали да би открили, већ су користили апстрактно резоновање, а не религију или митологију да би дошли до својих позиција, и стога су заслужни као први филозофи.

## Талес
Талес (грчки: Θαλης, Тхалес) из Милета (око 624. – око 546. п. н. е.) сматра се најранијим западним филозофом. Пре њега, Грци су настанак и природу света објашњавали кроз митове о антропоморфним боговима и херојима. Појаве попут муња и земљотреса приписивале су се поступцима богова. Насупрот томе, Талес је покушао да пронађе натуралистичка објашњења света без позивања на натприродно. Он је објаснио земљотресе тако што је замишљао да Земља лебди на води и да се земљотреси дешавају када таласи љуљају Земљу. Најпознатије Талесово веровање била је његова космолошка доктрина, која је сматрала да је свет настао из воде.
Аристотел је у Метафизици писао: „Талес, оснивач ове школе филозофије [јонске школе], каже да је трајни ентитет вода (због чега је и предлагао да земља лебди на води). Вероватно је ову претпоставку извео из тога што је видео да је храна свега влажна, и да је од тога сама топлота генерисана и да се ствара сама топлота. Он је, дакле, извео своју претпоставку из тога, а такође и из чињенице да семе свега има влажну природу, док је вода први принцип природе влажних ствари.“

## Анаксимандар
Анаксимандар (грчки: Αναξιμανδρος, Анаксимандрос) (око 610. – око 546. п. н. е.) написао је космолошко дело, од којег је мало остало. Из неколико сачуваних фрагмената сазнајемо да је он веровао да је почетак или први принцип (архе, реч која се први пут налази у Анаксимандровим списима, а коју је он вероватно измислио) бескрајна, неограничена маса (апеирон), подложна ни старости ни пропадању, која непрестано даје свеже материјале из којих је изведено све што можемо да видимо.

## Анаксимен
Анаксимен из Милета (грчки: Αναξιμενης ο Μιλησιος; око 585. – око 528. п. н. е.), као и други у његовој школи мишљења, практиковао је материјални монизам и веровао да је ваздух архе.

## Хераклит
Хераклит (грчки: Ηρακλειτος, Хераклеитос) из Ефеса (око 535 – око 475. п. н. е.) се није слагао са Талесом, Анаксимандром и Питагором о природи крајње супстанце, уместо тога тврдио је да је све више од грчког или класичног елемента земље, воде, ваздуха. То је довело до уверења да је промена стварна, а стабилност илузорна. За Хераклита „Све тече, ништа не мирује“. Познат је по томе што је рекао: „Нико не може двапут прећи исту реку, јер ни човек ни река нису исти“.

## Анаксагора
Анаксагора (грчки: Αναξαγορας) из Клазомена (око 510. – око 428. п. н. е.) је сматрао материјалну супстанцу као бесконачно мноштво непролазних примарних елемената, упућујући сво настајање и нестајање на мешање и раздвајање. Сва супстанца је уређена од стране силе која наређује, космичког ума (ноус).

## Архелај
Архелај (грч. Αρχελαος, Архелаос) је био грчки филозоф из 5. века пре нове ере, рођен вероватно у Атини. Био је Анаксагорин ученик, а Јон са Хиоса (Диоген Лаертије, 2. 23) каже да је био Сократов учитељ. Неки тврде да је ово вероватно само покушај повезивања Сократа са јонском школом; други (нпр. Гомперз, грчки мислиоци) подржавају тај став. Слично мишљење постоји и у вези са тврдњом да је Архелај формулисао одређене етичке доктрине. Генерално, следио је Анаксагору, али се у својој космологији вратио ранијим Јоњанима.